# Mário Jorge
Mário Jorge Ferreira de Andrade (Rio de Janeiro, 20 de fevereiro de 1954) é um ator, dublador e diretor de dublagem brasileiro. Veterano, foi casado por 27 anos com a colega Mônica Rossi, e com ela teve a filha também dubladora Carol Kapfer. Mário Jorge dubla no Rio de Janeiro e em algumas ocasiões em São Paulo. É famoso por ser o dublador oficial dos atores Eddie Murphy e John Travolta, e por ser dublador recorrente dos atores Steve Guttenberg e Emilio Estevez na maioria dos filmes estrelados por eles e também conhecido por dublar o Burro da quadrilogia Shrek[carece de fontes?], Rabicó e o Besouro Casca no Sítio do Picapau Amarelo, Mate de Carros, Luke Skywalker na primeira dublagem da saga Star Wars, o Feiticeiro Gorpo do desenho He-Man e os Mestres do Universo e Titio Avô em Titio Avô. Está na dublagem desde 1977. É o narrador das provas do Big Brother Brasil. Foi locutor do Sítio do Picapau Amarelo entre 2003 e 2004, substituindo Mauro Ramos.

## Biografia
Mário Jorge Andrade começou a trabalhar como ator no cinema aos 14 anos de idade. Participou dos filmes Roleta Russa e Nem As Enfermeiras Escapam. Como assistente de direção trabalhou nos filmes O Estranho Vicio do Dr. Cornélio, e Nem As Enfermeiras Escapam.  Na televisão participou da minissérie Marquesa de Santos.
Nos anos 1970 os filmes brasileiros eram dublados pelos próprios atores que atuavam na película, como o proprio Mário Jorge. Haviam atores que não conseguiam se dublar, então aqueles que obtiveram facilidade com a arte emprestavam suas vozes para esses atores. Mário Jorge atuava em muitos filmes do produtor, ator e diretor Carlos Imperial, que o convidou para dirigir dublagens em filmes nacionais. Em uma ocasião em uma festa, Imperial apresentou Mário Jorge pro filho de Herbert Richers, dono do estúdio homônimo. Na ocasião a dublagem estava passando por uma grande greve, e havia uma carência muito grande de dubladores. Mário Jorge passou uma teste na Herbert Richers, e depois disso passou por todos os estudios de dublagem mais importantes do Rio de Janeiro. Nos anos 1980, Mário Jorge começou de dublar os atores Eddie Murphy e John Travolta na maioria de seus filmes.

## Prêmios
Em 2005, foi indicado a Melhor Dublador de Coadjuvante no Prêmio Yamato de 2005 por seu trabalho como o Burro no filme Shrek 2.
Em 2007 ganhou o Prêmio Yamato da dublagem por melhor voz de coadjuvante, com voz a Mate no filme Carros.
Em 2011, venceu a categoria Melhor Dublador de Coadjuvante no Prêmio Yamato de 2011 por seu trabalho como o Burro no filme Shrek para Sempre.

## Lista de trabalhos

### Filmes
| Ator                             | Filmes |
| -------------------------------- | --- |
| Eddie Murphy[carece de fontes?]  | Showtime: A Hora do Show, Dr. Dolittle, Dr. Dolittle 2, o Professor Aloprado (VHS/TV Paga e Globo), O Professor Aloprado 2: A Familia Klump, O Rapto do Garoto Dourado, A Creche do Papai, O Principe das Mulheres, Sou Espião, A Mansão Mal-Assombrada, Santo Homem, O Negociador, Pluto Nash, Um Distinto Cavalheiro, Um Vampiro no Brooklyn (TV), Um Tira da Pesada, Um Tira da Pesada 2(TV Paga), Um Tira da Pesada 3, Dreamgirls: Em Busca de um Sonho, Norbit, Os Picaretas (Globo), Até que a Fuga os Separe(Globo/TV Paga), O Grande Dave, Os Donos da Noite (TV Paga), Imagine Só!, 48 Horas - Parte II(TV Paga), Roubo nas Alturas, As Mil Palavras, Mr. Church                                                                                                   |
| John Travolta[carece de fontes?] | Os Embalos de Sábado a Noite, Os Embalos de Sábado Continuam, Grease - Nos Tempos da Brilhantina, O Quarto Poder, Além da Linha Vermelha, Michael - Anjo e Sedutor, Olha Quem Esta Falando, Olha Quem Esta Falando Também, Olha Quem Esta Falando Agora, O Justiceiro, O Nome do Jogo, Be Cool - O Outro Nome do Jogo, Uma Canção de Amor para Bobby Long, A Senha: Swordfish, Violação de Conduta, A Filha do General, Inimigo em Casa (TV), A Última Ameaça, A Outra Face, Pulp Fiction - Tempos de Violência, A Qualquer Preço (TV / DVD), Motoqueiros Selvagens, Fenômeno, Brigada 49, Shout - Dois Corações, Uma Só Batida, Bilhete Premiado (TV), Surpresa em Dobro, O Sequestro do Metrô 1 2 3, Carrie, a Estranha (TV Paga), Dupla Implacável (TV / DVD), Selvagens |
| Steve Guttenberg                 | Três Solteirões e um Bebê, Três Solteiros e uma Pequena Dama, Loucademia de Polícia, Loucademia de Polícia 2 - Primeira Missão (SBT / Globo), Loucademia de Polícia 3 - De Volta ao Treinamento, Loucademia de Polícia 4 - O Cidadão se Defende, Cocoon, Cocoon: O Retorno, Zeus & Roxanne - Quase Feitos um Para o Outro, Feriados em Família, O Dia Seguinte |
| Emilio Estevez                   | Nós Somos os Campeões, D2: Nós Somos os Campeões, Missão Impossível (TV / TV Paga), Tocaia, Freejack - Os Imortais, Clube dos Cinco, Bobby (Avião), Repo Man - A Onda Punk, Os Jovens Pistoleiros (Cinemax), A Droga da Obediência (VHS) |
| Dudley Moore                     | Arthur - O Milionário Sedutor, Arthur 2 - O Milionário Arruinado, Tal Pai, Tal Filho, Golpe Sujo, Infielmente Tua, Mulher Nota 10 |
| Matt Dillon                      | O Selvagem da Motocicleta, Drugstore Cowboy, Doce Inocência, Quem vai ficar com Mary?, Cidade Fantasma |
| Mark Hamill                      | Star Wars Episódio IV: Uma Nova Esperança (Dublagem Clássica), Star Wars Episódio V: O Império Contra-Ataca (Dublagem Clássica), Star Wars Episódio VI: O Retorno de Jedi (Dublagem Clássica), A Cidade dos Amaldiçoados |
| Martin Lawrence                  | Vovó... Zona[carece de fontes?], Vovó... Zona 2, Vovó... Zona 3: Tal Pai, Tal Filho, Morte no Funeral (Globo) |
| Joe Pesci                        | O Casamento de Betsy, Cassino (Globo), Eureka |
| Owen Wilson                      | Entrando Numa Fria, Entrando numa Fria Maior Ainda |
| James Woods                      | Testemunha Fatal, Paixões Violentas |
| Tom Hanks                        | A Última Festa de Solteiro, Estrada para Perdição |
| Chris Rock                       | Gente Grande, Gente Grande 2, Lá Vem os Pais |
| Michael Sheen                    | Lua Nova (TV),Eclipse (TV), Amanhecer - Parte 2 |
| Rowan Atkinson                   | 007 Nunca Mais Outra Vez |
| Bruce Willis                     | Máquina Quase Mortífera |
| Jason Statham                    | London |
| Michael Biehn                    | O Exterminador do Futuro (Dublagem Original) |
| Noah Emmerich                    | O Show de Truman: O Show da Vida(TV) |
| Clark Gregg                      | Os Pinguins do Papai |
| Adam Goldberg                    | O Resgate do Soldado Ryan |
| Charlie Sheen                    | Platoon(Dublagem Clássica) |
| Rob Schneider                    | Esqueceram de Mim 2: Perdido em Nova York |
| Frank Sivero                     | Os Bons Companheiros |
| Roshan Seth                      | Indiana Jones e o Templo da Perdição(Televisão) |
| Matthew Broderick                | Jogos de Guerra |

### Demais Trabalhos
- Antônio Carlos e Naomi em Big Brother Brasil 17 [9]
- Baskerville e Omar Xerife em Rocky e Hudson
- Richard (Clark Gregg) em As Novas Aventuras de Christine
- Narrador de Os Simpsons
- Porco-Espinho em O Cão e a Raposa
- Gurgi em O Caldeirão Mágico
- Feiticeiro Gorpo em He-Man[10]
- Gato Zipper em A Nossa Turma
- Mouser em The Super Mario Bros. Super Show!
- FLUFF em Os 6 Bionicos
- Recruta Zero (na única série animada do personagem; dublagem original)
- Gizmo Pato/Fenton Crackshell (ou Patralhão/Robopato) em DuckTales: Os Caçadores de Aventuras
- Esperto de Oliver e sua Turma
- Rei de Beyblade V-Force
- Eric (1ª voz) de Caverna do Dragão
- Mushu da animação Mulan e Mulan 2: A Lenda Continua
- Groxo (2ª voz) em X-Men: Evolution
- Larfleeze em Lego Batman 3: Beyond Gotham
- Bengali (1ª voz) de Thundercats
- Gilmar/Supercão, Malabi, Dentinho e Bob Dog da TV Colosso
- Rabicó e Besouro Casca em Sítio do Picapau Amarelo (até 2006)
- Queimado no desenho Buggy a Jato
- Porcego em Os Fantasmas
- Krang  e Michaelangelo (2ª voz) no desenho Tartarugas Ninja
- Mate em Carros, Carros 2 e Carros 3
- Burro[11] em Shrek, Shrek 2, Shrek Terceiro, Shrek Para Sempre e Shrek 5
- Caquinho (filho de Caco Antibes e Magda) em Sai de Baixo
- Gadgetmóvel em Inspetor Bugiganga
- Freddie Jones em O Pequeno Scooby-Doo
- O Canguru Zé do Pulo, mascote da Rede Globo nas Olimpiada de 2000
- Foi narrador das novelinhas infantis protagonizadas por Angélica, Caça Talentos e Bambuluá
- Pintonildo em Nada Fofa
- Bolt em Bolt - Supercão
- Gary Coleman em Drake & Josh (participação)
- Narrador de Glee (versão dos Estúdios Delart)
- Alistair em O Bicho Vai Pegar 3 (versão dos Estúdios Delart para Rede Globo)
- Steve da Construção em Up - Altas Aventuras
- Mascote dos Avelãs em O Galinho Chicken Little (redublagem)
- Banqueiro em Phineas e Ferb
- Knox Quackington / Gênio em DuckTales: Os Caçadores de Aventuras (2017)
- Capitão em (Des)encanto
- Imperador Cloyd em (Des)encanto
- Laranja Irritante em A Laranja Irritante
- Titio Avô em Titio Avô
- Faísca da série de desenho "Faísca e Fumaça", "Heckle and Jeckle" em inglês.
- Mariano Peluffo, apresentador do MasterChef Argentina
- Sênegos em World of Warcraft: Legion
- Tebe de Impacto Demoníaco em Os Cavaleiros do Zodíaco Ômega
- Alvey Avery em Son of the Mask
- Puffa em TUGS
- Stretch em Casper
- Air Conditioner em The Brave Little Toaster
- Wolf em Garfield and Friends
- Snively em Sonic the Hedgehog
- Dad em Rolie Polie Olie
- Larry em Veggietales
- Swift Heart Rabbit em Care Bears
- Anders Hellman em Cyberpunk 2077

### Direção de Dublagem
- Amanhecer: Parte 2
- Amanhecer: Parte 1
- Eclipse (TV)
- Lua Nova (TV)
- Crepúsculo (TV)
- Jogos Mortais III
- Jogos Mortais IV
- TV Colosso
- Sítio do Picapau Amarelo (2001)
- Jogos Mortais V
- Jogos Mortais VI
- 007 - Cassino Royale
- O Discurso do Rei (TV)
- Entrando Numa Fria
- American Pie 2 - A Segunda Vez é Ainda Melhor (TV)
- American Pie - O Casamento (TV / TV Paga)
- American Pie - Tocando a Maior Zona
- Demolidor (série de televisão)
- Sr. & Sra. Smith
- Jesus - A Maior História de Todos os Tempos
- MAD